# Toini Gustafsson
Toini Gustafsson (Suomussalmi, 17 januari 1938) is een voormalig Zweeds langlaufer.

## Carrière
Gustafsson werd geboren in Finland en werd tijdens de Vervolgoorlog geëvacueerd naar Zweden. Na haar huwelijk met haar eerste man verkreeg Gustafsson de Zweeds nationaliteit. In 1956 werd Gustafsson haar eerste kind geboren.
Gustafsson haar doorbraak was het winnen van de 10 kilometer tijdens de Holmenkollen wedstrijden in 1960.
Met de Zweedse ploeg won Gustafsson in 1962 en 1966 een medaille op de estafette tijdens de wereldkampioenschappen.
Op de Olympische Winterspelen 1964 won Gustafsson een zilveren medaille op de estafette.
Zowel in 1967 als in 1968 won Gustafsson wederom de 10 kilometer tijdens de Holmenkollen wedstrijden.
Gustafsson haar grootste succes was het winnen van olympisch goud zowel op de 5 als 10 kilometer in 1968. Tijdens deze spelen won Gustafsson wederom zilver op de stafette. Nadat Gustafsson was gescheiden van haar eerste echtgenoot hertrouwde zij met haar ploeggenoot Assar Rönnlund.

## Belangrijkste resultaten

### Olympische Winterspelen
| Editie | Plaats    | Resultaten                     |
| ------ | --------- | ------------------------------ |
| 1964   | Innsbruck | 6e 5 km · 8e 10 km · estafette |
| 1968   | Grenoble  | 5 km · 10 km · estafette       |

### Wereldkampioenschappen langlaufen
| Jaar | Plaats    | Resultaten                     |
| ---- | --------- | ------------------------------ |
| 1962 | Zakopane  | estafette                      |
| 1964 | Innsbruck | 6e 5 km · 8e 10 km · estafette |
| 1966 | Oslo      | 5 km · 6e 10 km · estafette    |
| 1968 | Grenoble  | 5 km · 10 km · estafette       |